# Klassische 21-OHD CAH, mit Salzverlust
Die Klassische 21-OHD CAH, mit Salzverlust ist die häufigste angeborene Form der Klassischen 21-OHD CAH, einer Form der Kongenitalen Nebennierenhyperplasie und zum Adrenogenitalen Syndrom gehörig. Hauptmerkmale sind Virilisierung beim weiblichen Geschlecht, niedriger Cortisolspiegel (Hypokortisolismus), vorzeitige Pseudopubertät und Mangel an Aldosteron mit im Vordergrund stehendem Salzverlust der Niere.

## Verbreitung
Die Häufigkeit wird mit 1 bis 9 auf 100.000 angegeben, diese Form macht 75 % der Fälle der Klassischen 21-OHD CAH aus. Die Vererbung erfolgt autosomal-rezessiv.

## Ursache
Der Erkrankung liegen Mutationen im CYP21A2-Gen auf Chromosom 6 Genort p21 zugrunde, welches für die 21-Hydroxylase kodiert, das die Produktion von Cortison und Aldosteron kontrolliert.

## Klinische Erscheinungen
Klinische Kriterien sind:
- Manifestation im Neugeborenen- oder Kleinkindesalter
- von Geburt an bestehende Virilisierung beim weiblichen Geschlecht bis zur Intersexualität
- (stark) verminderte Produktion von Glucocorticoiden und Mineralocorticoiden mit Salzverlust, Gedeihstörung, Risiko einer Hypovolämie bis zum hypovolämischen Schock
- früh einsetzender Wachstumsschub (mit Pseudopubertät) und Kleinwuchs als Erwachsene

## Diagnose
Bereits vor der Geburt kann die Diagnose einer (klassischen Form) durch Bestimmung von 17-Hydroxyprogesteron im Fruchtwasser oder vorher durch humangenetische Untersuchung mit Chorionzottenbiopsie gestellt werden.
Die Konzentration von Renin im Blutplasma ist deutlich erhöht bei gleichzeitig erniedrigtem Aldosteron. Das Verhältnis Aldosteron zu Plasmarenin erlaubt die Abgrenzung zur einfach virilisierenden Form.

## Differentialdiagnose
Abzugrenzen sind andere Formen der Kongenitalen Nebennierenhyperplasie bzw. des Adrenogenitalen Syndroms, das Polyzystisches Ovar-Syndrom und andere Erkrankungen mit erhöhten Androgenen.